# Ali Al-Habsi
Ali Abdullah Harib Al-Habsi (in arabo علي بن عبد الله بن حارب الحبسي‎?; Mascate, 30 dicembre 1981) è un ex calciatore omanita, di ruolo portiere.

## Biografia
Possiede origini tanzaniane, da parte del padre. Musulmano praticante, prima di dedicarsi all'attività professionistica, alternava gli allenamenti ai turni di servizio all'aeroporto di Mascate, dove lavorava come pompiere.

## Caratteristiche tecniche
In possesso di discreti riflessi, e avezzo a respingere i calci di rigore, interpreta il proprio ruolo in maniera moderna; non limita il proprio raggio d'azione all'area di rigore, ma agisce da libero aggiunto, costruendo il gioco dalle retrovie.

## Carriera

### Club
Muove i suoi primi passi nel proprio paese di origine, salvo poi essere notato da John Burridge - ex portiere inglese, e preparatore dei portieri della nazionale dell'Oman all'epoca - con cui si sposterà in Norvegia, al Lyn Oslo.
Dopo aver trascorso cinque anni al Bolton da riserva alle spalle di Jääskeläinen, nel 2010 passa in prestito al Wigan. Il 4 luglio 2011 - alla luce delle ottime prestazioni fornite - viene tesserato a titolo definitivo dai Latics, con cui firma un quadriennale. Con l'arrivo di Joel Robles tra i pali, perde il posto da titolare a favore di quest'ultimo. Il 31 ottobre 2014 passa in prestito per un mese al Brighton & Hove, per sopperire all'assenza di Stockdale per infortunio.
Il 14 luglio 2015 passa a parametro zero al Reading, legandosi ai Royals per due stagioni. Il 17 luglio 2017 lascia l'Inghilterra dopo 11 anni, firmando un triennale con l'Al-Hilal, in Arabia Saudita.
Il 29 agosto 2019 torna in Inghilterra, accordandosi per una stagione con il West Bromwich. Il 21 agosto 2020 annuncia il proprio ritiro.

### Nazionale
Esordisce con la selezione omanita il 20 febbraio 2001 contro la Finlandia in amichevole. Si ritira dalla nazionale - con cui ha vinto un'edizione della Coppa delle Nazioni del Golfo - il 5 gennaio 2020, dopo aver collezionato 135 presenze.

## Statistiche

### Presenze e reti nei club
Statistiche aggiornate al 21 agosto 2020.
| Stagione        | Squadra         | Campionato      | Campionato | Campionato | Coppe nazionali | Coppe nazionali | Coppe nazionali | Coppe continentali | Coppe continentali | Coppe continentali | Altre coppe | Altre coppe | Altre coppe | Totale | Totale |
| Stagione        | Squadra         | Comp            | Pres       | Reti       | Comp            | Pres            | Reti            | Comp               | Pres               | Reti               | Comp        | Pres        | Reti        | Pres   | Reti   |
| --------------- | --------------- | --------------- | ---------- | ---------- | --------------- | --------------- | --------------- | ------------------ | ------------------ | ------------------ | ----------- | ----------- | ----------- | ------ | ------ |
| 2003            | Lyn Oslo        | ES              | 13         | -23        | CN              | 3               | -8              | CU                 | 2                  | -1                 | -           | -           | -           | 18     | -32    |
| 2004            | Lyn Oslo        | ES              | 24         | -30        | CN              | 4               | -7              | -                  | -                  | -                  | -           | -           | -           | 28     | -37    |
| 2005            | Lyn Oslo        | ES              | 25         | -20        | CN              | 2               | -3              | -                  | -                  | -                  | -           | -           | -           | 27     | 11     |
| Totale Lyn Oslo | Totale Lyn Oslo | Totale Lyn Oslo | 62         | -73        |                 | 9               | -18             |                    | 2                  | -1                 |             | -           | -           | 73     | -92    |
| 2005-2006       | Bolton          | PL              | 0          | 0          | FACup+CdL       | 0               | 0               | CU                 | 0                  | 0                  | -           | -           | -           | 0      | 0      |
| 2006-2007       | Bolton          | PL              | 0          | 0          | FACup+CdL       | 0               | 0               | -                  | -                  | -                  | -           | -           | -           | 0      | 0      |
| 2007-2008       | Bolton          | PL              | 10         | -12        | FACup+CdL       | 1+1             | -1 + -1         | CU                 | 4                  | -4                 | -           | -           | -           | 16     | -18    |
| 2008-2009       | Bolton          | PL              | 0          | 0          | FACup+CdL       | 0               | 0               | -                  | -                  | -                  | -           | -           | -           | 0      | 0      |
| 2009-2010       | Bolton          | PL              | 0          | 0          | FACup+CdL       | 1+1             | 0 + -4          | -                  | -                  | -                  | -           | -           | -           | 2      | -4     |
| Totale Bolton   | Totale Bolton   | Totale Bolton   | 10         | -12        |                 | 4               | -6              |                    | 4                  | -4                 |             | -           | -           | 18     | -22    |
| 2010-2011       | Wigan           | PL              | 34         | -49        | FACup+CdL       | 1+4             | -2 + -3         | -                  | -                  | -                  | -           | -           | -           | 39     | -54    |
| 2011-2012       | Wigan           | PL              | 38         | -62        | FACup+CdL       | 1+1             | -2 + -2         | -                  | -                  | -                  | -           | -           | -           | 40     | -66    |
| 2012-2013       | Wigan           | PL              | 29         | -57        | FACup+CdL       | 2+3             | 0 + -2          | -                  | -                  | -                  | -           | -           | -           | 34     | -59    |
| 2013-2014       | Wigan           | FLC             | 24         | -21        | FACup+CdL       | 4+0             | -6              | UEL                | 0                  | 0                  | CS          | 0           | 0           | 28     | -27    |
| nov. 2014       | Brighton & Hove | FLC             | 1          | -3         | FACup+CdL       | 0               | 0               | -                  | -                  | -                  | -           | -           | -           | 1      | -3     |
| nov. 2014-2015  | Wigan           | FLC             | 11         | -17        | FACup+CdL       | 1+1             | -1 + -2         | -                  | -                  | -                  | -           | -           | -           | 13     | -20    |
| Totale Wigan    | Totale Wigan    | Totale Wigan    | 136        | -206       |                 | 18              | -20             |                    | 0                  | 0                  |             | 0           | 0           | 154    | -226   |
| 2015-2016       | Reading         | FLC             | 32         | -46        | FACup+CdL       | 5+3             | -7 + -3         | -                  | -                  | -                  | -           | -           | -           | 40     | -56    |
| 2016-2017       | Reading         | FLC             | 46+3       | -64 + -1   | FACup+CdL       | 1+1             | -4 + -2         | -                  | -                  | -                  | -           | -           | -           | 51     | -71    |
| Totale Reading  | Totale Reading  | Totale Reading  | 78+3       | -110 + -1  |                 | 10              | -16             |                    | -                  | -                  |             | -           | -           | 91     | -127   |
| 2017-2018       | Al-Hilal        | SPL             | 13         | -10        | KCC             | 2               | -2              | ACL                | 4                  | -6                 | -           | -           | -           | 19     | -18    |
| 2018-2019       | Al-Hilal        | SPL             | 21         | -21        | KCC             | 3               | -7              | ACC+ACL            | 0                  | 0                  | SA          | 1           | -1          | 25     | -29    |
| Totale Al-Hilal | Totale Al-Hilal | Totale Al-Hilal | 34         | -31        |                 | 5               | -9              |                    | 4                  | -6                 |             | 1           | -1          | 44     | -47    |
| 2019-2020       | West Bromwich   | FLC             | 0          | 0          | FACup+CdL       | 0               | 0               | -                  | -                  | -                  | -           | -           | -           | 0      | 0      |
| Totale carriera | Totale carriera | Totale carriera | 324        | -436       |                 | 46              | -69             |                    | 10                 | -11                |             | 1           | -1          | 381    | -517   |

### Cronologia presenze e reti in nazionale
| Cronologia completa delle presenze e delle reti in nazionale ― Oman | Cronologia completa delle presenze e delle reti in nazionale ― Oman | Cronologia completa delle presenze e delle reti in nazionale ― Oman | Cronologia completa delle presenze e delle reti in nazionale ― Oman | Cronologia completa delle presenze e delle reti in nazionale ― Oman | Cronologia completa delle presenze e delle reti in nazionale ― Oman | Cronologia completa delle presenze e delle reti in nazionale ― Oman | Cronologia completa delle presenze e delle reti in nazionale ― Oman |
| Data                                                                | Città                                                               | In casa                                                             | Risultato                                                           | Ospiti                                                              | Competizione                                                        | Reti                                                                | Note                                                                |
| ------------------------------------------------------------------- | ------------------------------------------------------------------- | ------------------------------------------------------------------- | ------------------------------------------------------------------- | ------------------------------------------------------------------- | ------------------------------------------------------------------- | ------------------------------------------------------------------- | ------------------------------------------------------------------- |
| 20-2-2001                                                           | Mascate                                                             | Oman                                                                | 0 – 2                                                               | Finlandia                                                           | Amichevole                                                          | -2                                                                  |                                                                     |
| 25-12-2001                                                          | Mascate                                                             | Oman                                                                | 1 – 0                                                               | Siria                                                               | Amichevole                                                          | -                                                                   |                                                                     |
| 29-1-2002                                                           | Riad                                                                | Bahrein                                                             | 1 – 1                                                               | Oman                                                                | Coppa delle Nazioni del Golfo 2002 - 1º turno                       | -1                                                                  |                                                                     |
| 28-1-2003                                                           | Mascate                                                             | Oman                                                                | 1 – 2                                                               | Norvegia                                                            | Amichevole                                                          | -2                                                                  |                                                                     |
| 25-9-2003                                                           | Incheon                                                             | Nepal                                                               | 0 – 7                                                               | Oman                                                                | Qual. Coppa d'Asia 2004                                             | -                                                                   |                                                                     |
| 27-9-2003                                                           | Incheon                                                             | Corea del Sud                                                       | 1 – 0                                                               | Oman                                                                | Qual. Coppa d'Asia 2004                                             | -1                                                                  |                                                                     |
| 29-9-2003                                                           | Incheon                                                             | Vietnam                                                             | 0 – 6                                                               | Oman                                                                | Qual. Coppa d'Asia 2004                                             | -                                                                   |                                                                     |
| 19-10-2003                                                          | Mascate                                                             | Oman                                                                | 6 – 0                                                               | Nepal                                                               | Qual. Coppa d'Asia 2004                                             | -                                                                   |                                                                     |
| 21-10-2003                                                          | Mascate                                                             | Oman                                                                | 3 – 1                                                               | Corea del Sud                                                       | Qual. Coppa d'Asia 2004                                             | -1                                                                  |                                                                     |
| 17-12-2003                                                          | Mascate                                                             | Oman                                                                | 1 – 0                                                               | Azerbaigian                                                         | Amichevole                                                          | -                                                                   |                                                                     |
| 20-12-2003                                                          | Mascate                                                             | Oman                                                                | 3 – 1                                                               | Estonia                                                             | Amichevole                                                          | -1                                                                  |                                                                     |
| 26-12-2003                                                          | Al Kuwait                                                           | Oman                                                                | 0 – 0                                                               | Kuwait                                                              | Coppa delle Nazioni del Golfo 2003 - 1º turno                       | -                                                                   |                                                                     |
| 28-12-2003                                                          | Al Kuwait                                                           | Yemen                                                               | 1 – 1                                                               | Oman                                                                | Coppa delle Nazioni del Golfo 2003 - 1º turno                       | -1                                                                  |                                                                     |
| 31-12-2003                                                          | Al Kuwait                                                           | Emirati Arabi Uniti                                                 | 0 – 2                                                               | Oman                                                                | Coppa delle Nazioni del Golfo 2003 - 1º turno                       | -                                                                   |                                                                     |
| 3-1-2004                                                            | Al Kuwait                                                           | Oman                                                                | 0 – 1                                                               | Bahrein                                                             | Coppa delle Nazioni del Golfo 2003 - 1º turno                       | -1                                                                  |                                                                     |
| 6-1-2004                                                            | Al Kuwait                                                           | Oman                                                                | 1 – 2                                                               | Arabia Saudita                                                      | Coppa delle Nazioni del Golfo 2003 - 1º turno                       | -2                                                                  |                                                                     |
| 11-1-2004                                                           | Al Kuwait                                                           | Qatar                                                               | 0 – 2                                                               | Oman                                                                | Coppa delle Nazioni del Golfo 2003 - 1º turno                       | -                                                                   |                                                                     |
| 18-2-2004                                                           | Saitama                                                             | Giappone                                                            | 1 – 0                                                               | Oman                                                                | Qual. Mondiali 2006                                                 | -1                                                                  |                                                                     |
| 20-7-2004                                                           | Chongqing                                                           | Giappone                                                            | 1 – 0                                                               | Oman                                                                | Coppa d'Asia 2004 - 1º turno                                        | -1                                                                  |                                                                     |
| 24-7-2004                                                           | Chongqing                                                           | Oman                                                                | 2 – 2                                                               | Iran                                                                | Coppa d'Asia 2004 - 1º turno                                        | -2                                                                  |                                                                     |
| 28-7-2004                                                           | Chengdu                                                             | Oman                                                                | 2 – 0                                                               | Thailandia                                                          | Coppa d'Asia 2004 - 1º turno                                        | -                                                                   | 85’                                                                 |
| 31-8-2004                                                           | Male                                                                | Maldive                                                             | 0 – 1                                                               | Oman                                                                | Amichevole                                                          | -                                                                   |                                                                     |
| 1-9-2004                                                            | Male                                                                | Maldive                                                             | 1 – 2                                                               | Oman                                                                | Amichevole                                                          | -1                                                                  |                                                                     |
| 8-9-2004                                                            | Singapore                                                           | Singapore                                                           | 0 – 2                                                               | Oman                                                                | Qual. Mondiali 2006                                                 | -                                                                   |                                                                     |
| 7-10-2004                                                           | Mascate                                                             | Oman                                                                | 1 – 0                                                               | Iraq                                                                | Amichevole                                                          | -                                                                   |                                                                     |
| 13-10-2004                                                          | Mascate                                                             | Oman                                                                | 0 – 1                                                               | Giappone                                                            | Qual. Mondiali 2006                                                 | -                                                                   |                                                                     |
| 17-11-2004                                                          | Mascate                                                             | Oman                                                                | 0 – 0                                                               | India                                                               | Qual. Mondiali 2006                                                 | -                                                                   |                                                                     |
| 10-12-2004                                                          | Doha                                                                | Iraq                                                                | 1 – 3                                                               | Oman                                                                | Coppa delle Nazioni del Golfo 2004 - 1º turno                       | -1                                                                  |                                                                     |
| 13-12-2004                                                          | Doha                                                                | Oman                                                                | 2 – 1                                                               | Emirati Arabi Uniti                                                 | Coppa delle Nazioni del Golfo 2004 - 1º turno                       | -1                                                                  |                                                                     |
| 16-12-2004                                                          | Doha                                                                | Qatar                                                               | 2 – 1                                                               | Oman                                                                | Coppa delle Nazioni del Golfo 2004 - 1º turno                       | -2                                                                  |                                                                     |
| 20-12-2004                                                          | Doha                                                                | Oman                                                                | 3 – 2                                                               | Bahrein                                                             | Coppa delle Nazioni del Golfo 2004 - Semifinale                     | -2                                                                  |                                                                     |
| 24-12-2004                                                          | Doha                                                                | Oman                                                                | 1 – 1 dts (5 – 6 dtr)                                               | Qatar                                                               | Coppa delle Nazioni del Golfo 2004 - Semifinale                     | -1                                                                  |                                                                     |
| 22-2-2006                                                           | Dubai                                                               | Emirati Arabi Uniti                                                 | 1 – 0                                                               | Oman                                                                | Qual. Coppa d'Asia 2007                                             | -1                                                                  |                                                                     |
| 1-3-2006                                                            | Mascate                                                             | Oman                                                                | 3 – 0                                                               | Giordania                                                           | Qual. Coppa d'Asia 2007                                             | -                                                                   | 47’                                                                 |
| 1-9-2006                                                            | Mascate                                                             | Oman                                                                | 3 – 0                                                               | Siria                                                               | Amichevole                                                          | -                                                                   |                                                                     |
| 6-9-2006                                                            | Mascate                                                             | Oman                                                                | 5 – 0                                                               | Pakistan                                                            | Qual. Coppa d'Asia 2007                                             | -                                                                   |                                                                     |
| 11-10-2006                                                          | Mascate                                                             | Oman                                                                | 2 – 1                                                               | Emirati Arabi Uniti                                                 | Qual. Coppa d'Asia 2007                                             | -1                                                                  |                                                                     |
| 13-1-2007                                                           | Doha                                                                | Qatar                                                               | 1 – 1                                                               | Oman                                                                | Amichevole                                                          | -1                                                                  |                                                                     |
| 17-1-2007                                                           | Abu Dhabi                                                           | Emirati Arabi Uniti                                                 | 1 – 2                                                               | Oman                                                                | Coppa delle Nazioni del Golfo 2007 - 1º turno                       | -1                                                                  |                                                                     |
| 20-1-2007                                                           | Abu Dhabi                                                           | Kuwait                                                              | 1 – 2                                                               | Oman                                                                | Coppa delle Nazioni del Golfo 2007 - 1º turno                       | -1                                                                  |                                                                     |
| 23-1-2007                                                           | Abu Dhabi                                                           | Oman                                                                | 2 – 1                                                               | Yemen                                                               | Coppa delle Nazioni del Golfo 2007 - 1º turno                       | -1                                                                  |                                                                     |
| 27-1-2007                                                           | Abu Dhabi                                                           | Oman                                                                | 1 – 0                                                               | Bahrein                                                             | Coppa delle Nazioni del Golfo 2007 - Semifinale                     | -                                                                   |                                                                     |
| 30-1-2007                                                           | Abu Dhabi                                                           | Oman                                                                | 0 – 1                                                               | Emirati Arabi Uniti                                                 | Coppa delle Nazioni del Golfo 2007 - Finale                         | -1                                                                  |                                                                     |
| 24-6-2007                                                           | Giacarta                                                            | Indonesia                                                           | 0 – 1                                                               | Oman                                                                | Amichevole                                                          | -                                                                   |                                                                     |
| 28-6-2007                                                           | Singapore                                                           | Oman                                                                | 2 – 2 dts (4 – 3 dtr)                                               | Corea del Nord                                                      | Amichevole                                                          | -2                                                                  |                                                                     |
| 1-7-2007                                                            | Singapore                                                           | Oman                                                                | 1 – 1 dts (3 – 1 dtr)                                               | Arabia Saudita                                                      | Amichevole                                                          | -1                                                                  |                                                                     |
| 8-7-2007                                                            | Bangkok                                                             | Australia                                                           | 1 – 1                                                               | Oman                                                                | Coppa d'Asia 2007 - 1º turno                                        | -1                                                                  |                                                                     |
| 12-7-2007                                                           | Bangkok                                                             | Oman                                                                | 0 – 2                                                               | Thailandia                                                          | Coppa d'Asia 2007 - 1º turno                                        | -2                                                                  |                                                                     |
| 16-7-2007                                                           | Bangkok                                                             | Oman                                                                | 0 – 0                                                               | Iraq                                                                | Coppa d'Asia 2007 - 1º turno                                        | -                                                                   |                                                                     |
| 8-10-2007                                                           | Mascate                                                             | Oman                                                                | 2 – 0                                                               | Nepal                                                               | Qual. Mondiali 2010                                                 | -                                                                   |                                                                     |
| 28-10-2007                                                          | Kathmandu                                                           | Nepal                                                               | 0 – 2                                                               | Oman                                                                | Qual. Mondiali 2010                                                 | -                                                                   |                                                                     |
| 6-2-2008                                                            | Mascate                                                             | Oman                                                                | 0 – 1                                                               | Bahrein                                                             | Qual. Mondiali 2010                                                 | -1                                                                  |                                                                     |
| 26-3-2008                                                           | Bangkok                                                             | Thailandia                                                          | 0 – 1                                                               | Oman                                                                | Qual. Mondiali 2010                                                 | -                                                                   |                                                                     |
| 2-6-2008                                                            | Yokohama                                                            | Giappone                                                            | 3 – 0                                                               | Oman                                                                | Qual. Mondiali 2010                                                 | -3                                                                  |                                                                     |
| 7-6-2008                                                            | Mascate                                                             | Oman                                                                | 1 – 1                                                               | Giappone                                                            | Qual. Mondiali 2010                                                 | -1                                                                  |                                                                     |
| 14-6-2008                                                           | Manama                                                              | Bahrein                                                             | 1 – 1                                                               | Oman                                                                | Qual. Mondiali 2010                                                 | -1                                                                  |                                                                     |
| 22-6-2008                                                           | Mascate                                                             | Oman                                                                | 2 – 1                                                               | Thailandia                                                          | Qual. Mondiali 2010                                                 | -1                                                                  |                                                                     |
| 20-8-2008                                                           | Mascate                                                             | Oman                                                                | 2 – 0                                                               | Uzbekistan                                                          | Amichevole                                                          | -                                                                   |                                                                     |
| 6-9-2008                                                            | Mascate                                                             | Oman                                                                | 0 – 0                                                               | Marocco                                                             | Amichevole                                                          | -                                                                   |                                                                     |
| 10-9-2008                                                           | Mascate                                                             | Oman                                                                | 3 – 2                                                               | Zimbabwe                                                            | Amichevole                                                          | -2                                                                  |                                                                     |
| 19-11-2008                                                          | Mascate                                                             | Oman                                                                | 0 – 1                                                               | Paraguay                                                            | Amichevole                                                          | -1                                                                  |                                                                     |
| 22-12-2008                                                          | Mascate                                                             | Oman                                                                | 1 – 0                                                               | Senegal                                                             | Amichevole                                                          | -                                                                   |                                                                     |
| 4-1-2009                                                            | Mascate                                                             | Oman                                                                | 0 – 0                                                               | Kuwait                                                              | Coppa delle Nazioni del Golfo 2009 - 1º turno                       | -                                                                   |                                                                     |
| 7-1-2009                                                            | Mascate                                                             | Iraq                                                                | 0 – 4                                                               | Oman                                                                | Coppa delle Nazioni del Golfo 2009 - 1º turno                       | -                                                                   |                                                                     |
| 10-1-2009                                                           | Mascate                                                             | Oman                                                                | 2 – 0                                                               | Bahrein                                                             | Coppa delle Nazioni del Golfo 2009 - 1º turno                       | -                                                                   |                                                                     |
| 14-1-2009                                                           | Mascate                                                             | Oman                                                                | 1 – 0                                                               | Qatar                                                               | Coppa delle Nazioni del Golfo 2009 - Semifinale                     | -                                                                   |                                                                     |
| 17-1-2009                                                           | Mascate                                                             | Oman                                                                | 0 – 0 dts (6 – 5 dtr)                                               | Arabia Saudita                                                      | Coppa delle Nazioni del Golfo 2009 - Finale                         | -                                                                   |                                                                     |
| 28-3-2009                                                           | Seeb                                                                | Oman                                                                | 2 – 0                                                               | Senegal                                                             | Amichevole                                                          | -                                                                   |                                                                     |
| 30-5-2009                                                           | Mascate                                                             | Oman                                                                | 0 – 1                                                               | Egitto                                                              | Amichevole                                                          | -1                                                                  |                                                                     |
| 9-6-2009                                                            | Cannes                                                              | Oman                                                                | 1 – 2                                                               | Bosnia ed Erzegovina                                                | Amichevole                                                          | -2                                                                  |                                                                     |
| 12-8-2009                                                           | Salalah                                                             | Oman                                                                | 2 – 1                                                               | Arabia Saudita                                                      | Amichevole                                                          | -1                                                                  |                                                                     |
| 9-9-2009                                                            | Doha                                                                | Qatar                                                               | 1 – 1                                                               | Oman                                                                | Amichevole                                                          | -1                                                                  |                                                                     |
| 14-10-2009                                                          | Melbourne                                                           | Australia                                                           | 1 – 0                                                               | Oman                                                                | Qual. Coppa d'Asia 2011                                             | -1                                                                  |                                                                     |
| 14-11-2009                                                          | Mascate                                                             | Oman                                                                | 1 – 2                                                               | Australia                                                           | Qual. Coppa d'Asia 2011                                             | -2                                                                  |                                                                     |
| 17-11-2009                                                          | Mascate                                                             | Oman                                                                | 0 – 2                                                               | Brasile                                                             | Amichevole                                                          | -2                                                                  |                                                                     |
| 6-1-2010                                                            | Giacarta                                                            | Indonesia                                                           | 1 – 2                                                               | Oman                                                                | Qual. Coppa d'Asia 2011                                             | -1                                                                  |                                                                     |
| 3-3-2010                                                            | Mascate                                                             | Oman                                                                | 0 – 0                                                               | Kuwait                                                              | Qual. Coppa d'Asia 2011                                             | -                                                                   |                                                                     |
| 3-9-2010                                                            | Al Wakrah                                                           | Oman                                                                | 3 – 0                                                               | Malaysia                                                            | Amichevole                                                          | -                                                                   |                                                                     |
| 7-9-2010                                                            | Doha                                                                | Qatar                                                               | 1 – 1                                                               | Oman                                                                | Amichevole                                                          | -1                                                                  |                                                                     |
| 8-10-2010                                                           | Seeb                                                                | Oman                                                                | 1 – 0                                                               | Gabon                                                               | Amichevole                                                          | -                                                                   |                                                                     |
| 12-10-2010                                                          | Seeb                                                                | Oman                                                                | 0 – 1                                                               | Cile                                                                | Amichevole                                                          | -1                                                                  |                                                                     |
| 29-3-2011                                                           | Seeb                                                                | Oman                                                                | 2 – 1                                                               | Tunisia                                                             | Amichevole                                                          | -1                                                                  |                                                                     |
| 23-7-2011                                                           | Mascate                                                             | Oman                                                                | 2 – 0                                                               | Birmania                                                            | Qual. Mondiali 2014                                                 | -                                                                   |                                                                     |
| 28-7-2011                                                           | Yangon                                                              | Birmania                                                            | 0 – 2 tav                                                           | Oman                                                                | Qual. Mondiali 2014                                                 | -                                                                   |                                                                     |
| 2-9-2011                                                            | Seeb                                                                | Oman                                                                | 0 – 0                                                               | Arabia Saudita                                                      | Qual. Mondiali 2014                                                 | -                                                                   |                                                                     |
| 6-9-2011                                                            | Bangkok                                                             | Thailandia                                                          | 3 – 0                                                               | Oman                                                                | Qual. Mondiali 2014                                                 | -3                                                                  |                                                                     |
| 11-10-2011                                                          | Sydney                                                              | Australia                                                           | 3 – 0                                                               | Oman                                                                | Qual. Mondiali 2014                                                 | -3                                                                  | Cap.                                                                |
| 11-11-2011                                                          | Mascate                                                             | Oman                                                                | 1 – 0                                                               | Australia                                                           | Qual. Mondiali 2014                                                 | -                                                                   | Cap.                                                                |
| 15-11-2011                                                          | Riad                                                                | Arabia Saudita                                                      | 0 – 0                                                               | Oman                                                                | Qual. Mondiali 2014                                                 | -                                                                   | Cap.                                                                |
| 29-2-2012                                                           | Mascate                                                             | Oman                                                                | 2 – 0                                                               | Thailandia                                                          | Qual. Mondiali 2014                                                 | -                                                                   | Cap.                                                                |
| 27-5-2012                                                           | Mascate                                                             | Oman                                                                | 1 – 1                                                               | Libano                                                              | Amichevole                                                          | -1                                                                  | Cap.                                                                |
| 3-6-2012                                                            | Saitama                                                             | Giappone                                                            | 3 – 0                                                               | Oman                                                                | Qual. Mondiali 2014                                                 | -3                                                                  | Cap.                                                                |
| 8-6-2012                                                            | Mascate                                                             | Oman                                                                | 0 – 0                                                               | Australia                                                           | Qual. Mondiali 2014                                                 | -                                                                   | Cap.                                                                |
| 12-6-2012                                                           | Doha                                                                | Iraq                                                                | 1 – 1                                                               | Oman                                                                | Qual. Mondiali 2014                                                 | -1                                                                  | Cap.                                                                |
| 11-9-2012                                                           | Londra                                                              | Irlanda                                                             | 4 – 1                                                               | Oman                                                                | Amichevole                                                          | -4                                                                  | Cap.                                                                |
| 28-9-2012                                                           | Mascate                                                             | Oman                                                                | 2 – 1                                                               | Yemen                                                               | Amichevole                                                          | -1                                                                  | Cap.                                                                |
| 16-10-2012                                                          | Mascate                                                             | Oman                                                                | 2 – 1                                                               | Giordania                                                           | Qual. Mondiali 2014                                                 | -1                                                                  | Cap. 86’                                                            |
| 14-11-2012                                                          | Mascate                                                             | Oman                                                                | 1 – 2                                                               | Giappone                                                            | Qual. Mondiali 2014                                                 | -2                                                                  | Cap.                                                                |
| 6-2-2013                                                            | Mascate                                                             | Oman                                                                | 1 – 0                                                               | Siria                                                               | Qual. Coppa d'Asia 2015                                             | -                                                                   | Cap.                                                                |
| 20-3-2013                                                           | Mascate                                                             | Oman                                                                | 3 – 0                                                               | Haiti                                                               | Amichevole                                                          | -                                                                   | Cap.                                                                |
| 26-3-2013                                                           | Sydney                                                              | Australia                                                           | 2 – 2                                                               | Oman                                                                | Qual. Mondiali 2014                                                 | -2                                                                  | Cap.                                                                |
| 5-3-2014                                                            | Mascate                                                             | Oman                                                                | 3 – 1                                                               | Singapore                                                           | Qual. Coppa d'Asia 2015                                             | -1                                                                  | Cap.                                                                |
| 29-5-2014                                                           | Tashkent                                                            | Uzbekistan                                                          | 0 – 1                                                               | Oman                                                                | Amichevole                                                          | -                                                                   | Cap.                                                                |
| 3-9-2014                                                            | Dublino                                                             | Irlanda                                                             | 2 – 0                                                               | Oman                                                                | Amichevole                                                          | -2                                                                  | Cap.                                                                |
| 10-10-2014                                                          | Mascate                                                             | Oman                                                                | 3 – 4                                                               | Costa Rica                                                          | Amichevole                                                          | -4                                                                  | Cap.                                                                |
| 13-10-2014                                                          | Al-Buraymi                                                          | Oman                                                                | 0 – 3                                                               | Uruguay                                                             | Amichevole                                                          | -3                                                                  | Cap.                                                                |
| 14-11-2014                                                          | Riad                                                                | Emirati Arabi Uniti                                                 | 0 – 0                                                               | Oman                                                                | Coppa delle Nazioni del Golfo 2014 - 1º turno                       | -                                                                   | Cap.                                                                |
| 17-11-2014                                                          | Riad                                                                | Iraq                                                                | 1 – 1                                                               | Oman                                                                | Coppa delle Nazioni del Golfo 2014 - 1º turno                       | -1                                                                  | Cap.                                                                |
| 20-11-2014                                                          | Riad                                                                | Kuwait                                                              | 0 – 5                                                               | Oman                                                                | Coppa delle Nazioni del Golfo 2014 - 1º turno                       | -                                                                   | Cap.                                                                |
| 23-11-2014                                                          | Riad                                                                | Oman                                                                | 1 – 3                                                               | Qatar                                                               | Coppa delle Nazioni del Golfo 2014 - Semifinale                     | -3                                                                  | Cap. 35’                                                            |
| 25-11-2014                                                          | Riad                                                                | Emirati Arabi Uniti                                                 | 1 – 0                                                               | Oman                                                                | Coppa delle Nazioni del Golfo 2014 - Finale 3º posto                | -1                                                                  | Cap.                                                                |
| 10-1-2015                                                           | Canberra                                                            | Corea del Sud                                                       | 1 – 0                                                               | Oman                                                                | Coppa d'Asia 2015 - 1º turno                                        | -1                                                                  | Cap.                                                                |
| 13-1-2015                                                           | Sydney                                                              | Oman                                                                | 0 – 4                                                               | Australia                                                           | Coppa d'Asia 2015 - 1º turno                                        | -4                                                                  | Cap.                                                                |
| 17-1-2015                                                           | Newcastle                                                           | Oman                                                                | 1 – 0                                                               | Kuwait                                                              | Coppa d'Asia 2015 - 1º turno                                        | -                                                                   | Cap.                                                                |
| 26-3-2015                                                           | Seeb                                                                | Oman                                                                | 6 – 0                                                               | Malaysia                                                            | Amichevole                                                          | -                                                                   | Cap.                                                                |
| 30-3-2015                                                           | Doha                                                                | Oman                                                                | 1 – 4                                                               | Algeria                                                             | Amichevole                                                          | -4                                                                  | Cap.                                                                |
| 5-6-2015                                                            | Seeb                                                                | Oman                                                                | 1 – 2                                                               | Siria                                                               | Amichevole                                                          | -2                                                                  | Cap.                                                                |
| 11-6-2015                                                           | Bangalore                                                           | India                                                               | 1 – 2                                                               | Oman                                                                | Qual. Mondiali 2018                                                 | -1                                                                  | Cap.                                                                |
| 3-9-2015                                                            | Mascate                                                             | Oman                                                                | 3 – 1                                                               | Turkmenistan                                                        | Qual. Mondiali 2018                                                 | -1                                                                  | Cap.                                                                |
| 8-9-2015                                                            | Harmon                                                              | Guam                                                                | 0 – 0                                                               | Oman                                                                | Qual. Mondiali 2018                                                 | -                                                                   | Cap.                                                                |
| 8-10-2015                                                           | Mascate                                                             | Oman                                                                | 1 – 1                                                               | Iran                                                                | Qual. Mondiali 2018                                                 | -1                                                                  | Cap.                                                                |
| 13-10-2015                                                          | Mascate                                                             | Oman                                                                | 3 – 0                                                               | India                                                               | Qual. Mondiali 2018                                                 | -                                                                   | Cap.                                                                |
| 12-11-2015                                                          | Seeb                                                                | Oman                                                                | 0 – 1                                                               | Nuova Zelanda                                                       | Amichevole                                                          | -1                                                                  | Cap.                                                                |
| 17-11-2015                                                          | Ashgabat                                                            | Turkmenistan                                                        | 2 – 1                                                               | Oman                                                                | Qual. Mondiali 2018                                                 | -2                                                                  | Cap.                                                                |
| 24-3-2016                                                           | Mascate                                                             | Oman                                                                | 1 – 0                                                               | Guam                                                                | Qual. Mondiali 2018                                                 | -                                                                   | Cap.                                                                |
| 29-3-2016                                                           | Teheran                                                             | Iran                                                                | 2 – 0                                                               | Oman                                                                | Qual. Mondiali 2018                                                 | -2                                                                  | Cap.                                                                |
| 28-3-2017                                                           | Mascate                                                             | Oman                                                                | 14 – 0                                                              | Bhutan                                                              | Qual. Coppa d'Asia 2019                                             | -                                                                   | Cap.                                                                |
| 13-6-2017                                                           | Al-Ram                                                              | Palestina                                                           | 2 – 1                                                               | Oman                                                                | Qual. Coppa d'Asia 2019                                             | -2                                                                  | Cap.                                                                |
| 10-10-2017                                                          | Male                                                                | Maldive                                                             | 1 – 3                                                               | Oman                                                                | Qual. Coppa d'Asia 2019                                             | -1                                                                  | Cap.                                                                |
| 14-11-2017                                                          | Thimphu                                                             | Bhutan                                                              | 2 – 4                                                               | Oman                                                                | Qual. Coppa d'Asia 2019                                             | -2                                                                  | Cap.                                                                |
| 13-10-2018                                                          | Doha                                                                | Filippine                                                           | 1 – 1                                                               | Oman                                                                | Amichevole                                                          | -1                                                                  | Cap.                                                                |
| 16-10-2018                                                          | Doha                                                                | Oman                                                                | 0 – 0                                                               | Ecuador                                                             | Amichevole                                                          | -                                                                   | Cap.                                                                |
| 19-11-2018                                                          | Mascate                                                             | Oman                                                                | 2 – 1                                                               | Bahrein                                                             | Amichevole                                                          | -1                                                                  | Cap.                                                                |
| 14-11-2019                                                          | Mascate                                                             | Oman                                                                | 4 – 1                                                               | Bangladesh                                                          | Qual. Mondiali 2022                                                 | -1                                                                  | Cap.                                                                |
| 19-11-2019                                                          | Mascate                                                             | Oman                                                                | 1 – 0                                                               | India                                                               | Qual. Mondiali 2022                                                 | -                                                                   | Cap. 86’                                                            |
| Totale                                                              |                                                                     | Presenze (3º posto)                                                 | 135                                                                 |                                                                     | Reti                                                                | -124                                                                |                                                                     |

## Palmarès

### Club
- Coppa d'Inghilterra: 1

Wigan: 2012-2013
- Campionato saudita: 1

Al-Hilal: 2017-2018
- Supercoppa saudita: 1

Al-Hilal: 2018

### Nazionale
- Coppa delle Nazioni del Golfo: 1

2009

### Individuale
- Portiere dell'anno del campionato norvegese: 1

2004